# Sidastrum lodiegense
Sidastrum lodiegense är en malvaväxtart som först beskrevs av E.G. Baker, och fick sitt nu gällande namn av P.A.Fryxell. Sidastrum lodiegense ingår i släktet Sidastrum och familjen malvaväxter. Inga underarter finns listade i Catalogue of Life.